# Bagre
Bagre est une municipalité brésilienne située dans l'État du Pará.